# 卡蒂埃納
13°19′18″N 5°38′29″W / 13.32167°N 5.64139°W
卡蒂埃納（法語：Katiéna），是馬里的城鎮，位於該國中部，由塞古區的塞古省負責管轄，面積998平方公里，海拔高度273米，2009年人口33,180，人口密度每平方公里33人。